# SG Quelle Fürth
Der Sportgemeinschaft Quelle Fürth Fußball im TV 1860 e. V., allgemein bekannt als SG Quelle Fürth, ist ein Fußballverein aus Fürth in Mittelfranken. Aufgrund der seit Jahrzehnten intensiven Jugendförderung wird die SG Quelle Fürth seit 2010 vom Bayerischen Fußballverband als BFV-Nachwuchsleistungszentrum (NLZ) evaluiert und ausgezeichnet.

## Geschichte

### VomTV 1860zurSG Quelle
Am 1. Juni 1973 fusionierten die Fußballabteilung des Turnverein 1860 Fürth und die BSG Schickedanz Fürth (Betriebssportgruppe des Quelle-Konzerns) zur SG Quelle/1860 Fürth.
Damit war dies bereits der dritte Fußballverein, der aus dem traditionsreichen TV 1860 hervorging. Denn bereits 1903 war innerhalb des TV 1860 die SpVgg Fürth als Fußballabteilung gegründet worden. Wegen der geringen Unterstützung durch den Hauptverein machte sich die SpVgg jedoch 1906 selbständig.
Allerdings blieb eine Fußballabteilung im TV 1860 bestehen. Aus dieser ging 1924 der Fußballclub Fürth hervor, der aber bereits 1930 wieder zum Hauptverein zurückkehrte.

### Aufstieg bis in die Regionalliga
Im Schatten der großen fränkischen Vereine 1. FC Nürnberg und SpVgg Fürth stehend begann die Erfolgsgeschichte der Fußballherren der SG erst nach der Fusion 1973. 1980 wurde mit der Bezirksklasse erstmals eine überörtliche Liga erreicht und im folgenden Jahr konnte Quelle Fürth in die Bezirksliga aufsteigen. Ein knappes Jahrzehnt später gelang 1988 der Aufstieg in die Landesliga Mitte, die in etwa die bayerischen Regierungsbezirke Mittelfranken, Oberpfalz und Niederbayern umfasste. Dem Abstieg 1992 folgte unmittelbar die erfolgreiche Periode mit drei Aufstiegen in kurzer Zeit.
Maßgeblichen Anteil daran hatte Trainer Dieter Lieberwirth, ehemaliger Profi und späterer Co-Trainer des 1. FC Nürnberg. Unter seiner Führung gelang 1993 nicht nur die unmittelbare Rückkehr in die Landesliga, sondern 1995 sogar der Aufstieg in die Oberliga Bayern und dort der direkte Durchmarsch in die Regionalliga Süd.
In der Spielzeit 1996/97 kam es zu den Begegnungen mit den ersten Mannschaften des 1. FC Nürnberg und der SpVgg Greuther Fürth. Die Duelle mit diesen Vereinen bescherten einen Schnitt von 1.211 Besuchern pro Heimbegegnung. Am letzten Spieltag fand vor rund 40.000 Zuschauern im Nürnberger Frankenstadion (wohin zum Heimspiel gegen den Club aufgrund des großen Zuschauerzuspruchs auf Nürnberger Seite ausgewichen worden war) das letzte Heimspiel der Saison statt, als der 1. FC Nürnberg nach einem 2:1-Sieg gegen die SG Quelle seine Rückkehr in die 2. Bundesliga feiern konnte. Vor Freude rannten dabei bereits einige Minuten vor Spielschluss Zuschauer auf das Spielfeld. Erst als die Club-Fans wieder zurückgewichen waren, konnte die Partie fortgesetzt und beendet werden. Während neben dem 1. FC Nürnberg auch der Rivale SpVgg Greuther Fürth den Aufstieg in die 2. Bundesliga perfekt machen konnte, stieg die SG Quelle am Ende der Saison mit drei Punkten Rückstand auf den rettenden 15. Tabellenplatz als Tabellensiebzehnter ab. Erst am vorletzten Spieltag fiel die SG auf diesen Platz ab.
1999, zwei Jahre später, gelang die Rückkehr in die Regionalliga Süd, doch auch diesmal stieg der Verein nach nur einem Jahr als Tabellensechzehnter ab. Der Rückstand auf einen Nichtabstiegsplatz war jedoch deutlich, da am Ende jener Saison die Regionalliga Süd mit der Regionalliga West/Südwest zusammengelegt wurde. 258 Zuschauer kamen im Schnitt zu den Heimspielen.

### Bezirksoberliga und Landesliga
Nach Dieter Lieberwirths Rücktritt als Trainer im Jahr 2002 und dem zwischenzeitlichen Abstieg in die Landesliga Mitte 2003 gelang 2005 mit Reinhard Hofmann die Rückkehr in die Oberliga Bayern. Nach dem direkten Wiederabstieg in die Landesliga ging es noch eine Liga tiefer, so spielte die 1. Herrenmannschaft in der Saison 2007/08 unter Trainer Petr Škarabela in der Bezirksoberliga Mittelfranken. Trotz elf Punkten Rückstand zum Jahreswechsel gelang es Trainer und Mannschaft, am Ende den zweiten Platz zu erlangen und in der Relegation den zwischenzeitlich nicht mehr für möglich gehaltenen Wiederaufstieg in die Landesliga Mitte zu realisieren. Dort schafften die Fürther 2008/09 den Klassenerhalt, aber nach dem Abstieg in der darauffolgenden Saison spielte die Mannschaft in den Spielzeiten 2010/11 sowie 2011/12 unter Trainer Thomas Adler erneut in der Bezirksoberliga. Seit 2012 tritt die SG Quelle in der Landesliga Nordost an. Drei Spielzeiten in Folge unter der Anleitung von Thomas Adler. Mit Beginn der Saison 2015/16 wurde er von Patrick Frühwald, einem ehemaligen Regionalliga-Spieler des Vereins, als Trainer abgelöst. All die Jahre spielte die SG Quelle in der Landesliga Nordost eine gute Rolle und verpasste stets nur knapp den Aufstieg bzw. die Aufstiegsrelegation zur Bayernliga. 2018 bis 2022 hat Serdal Gündogan den Posten des Chef-Trainers innegehabt. Seit Dezember 2023 ist Joachim Schwarz Chef-Trainer des Nordost-Landesligisten.

## Bekannte Spieler
- Cem Ekinci (Jugend)
- Daniel Ernemann (1994 bis 1996)
- Michael Hecht (1997 bis 1998)
- Fred Klaus (1999 bis 2001)
- Alexander Maul (1998 bis 2000)
- Maurice Müller (bis 2011/auch Jugend)
- Peter Müller (Jugend)
- Andreas Nägelein (1997 bis 1998/Jugend)
- Martin Przondziono (1996 bis 1997)
- András Tölcséres (1997 bis 1999)

## Trainer
Trainer der ersten Mannschaft seit 1973:
- Richard Gottinger – Sommer 1973 bis 1975

…
- Herbert Erhardt – 1976 bis 1979

…
- Dieter Lieberwirth – Juli 1991 bis Juni 2002
- Reinhard Hofmann – Juli 2002 bis Oktober 2006
- Paul Hesselbach – Oktober 2006 bis Juni 2007
- Petr Škarabela – Juli 2007 bis Juni 2008
- Norbert Hütter – Juli 2008 bis Mai 2010
- Thomas Adler – Juli 2010 bis Juni 2015
- Patrick Frühwald – Juli 2015 bis Juni 2018
- Serdal Gündogan – Juli 2018 bis Juni 2022
- Benjamin Drenda – Juli 2022 bis Juni 2023
- Dominik Cortus – Juli 2023 bis September 2023
- Enzo Vitale – September 2023 bis November 2023
- Joachim Schwarz – seit Dezember 2023

## Stadion
Seit 1918 besteht im Fürther Stadtteil Dambach das Sportgelände des TV Fürth 1860 e. V. Das Gustav-Schickedanz-Sportfeld ist nach Gustav Schickedanz, dem Gründer des Warenversandhauses Quelle, benannt. Es handelt sich dabei um kein reines Fußballstadion, sondern in erster Linie um ein Leichtathletiksportfeld. In Summe verfügt der Verein über drei Rasenplätze, ein Rasen-Kleinfeld sowie einem Kunstrasen- und einem Sandplatz.

## Spielzeiten seit dem ersten Aufstieg in die Landesliga
| Saison  | Liga                          | Level | Platz | S  | U  | N  | Tore  | Punkte | Zuschauer | Bemerkungen/Erfolge                                                |
| ------- | ----------------------------- | ----- | ----- | -- | -- | -- | ----- | ------ | --------- | ------------------------------------------------------------------ |
| 1988/89 | Landesliga Mitte              | V     |       |    |    |    |       |        |           |                                                                    |
| 1989/90 | Landesliga Mitte              | V     |       |    |    |    |       |        |           |                                                                    |
| 1990/91 | Landesliga Mitte              | V     |       |    |    |    |       |        |           |                                                                    |
| 1991/92 | Landesliga Mitte              | V     |       |    |    |    |       |        |           |                                                                    |
| 1992/93 | Bezirksoberliga Mittelfranken | VI    | 1.    |    |    |    |       |        |           |                                                                    |
| 1993/94 | Landesliga Mitte              | V     |       |    |    |    |       |        |           |                                                                    |
| 1994/95 | Landesliga Mitte              | V     | 1.    |    |    |    | 85:26 | 56:12  |           |                                                                    |
| 1995/96 | Bayernliga                    | IV    | 2.    | 17 | 10 | 7  | 49:34 | 61     | 0142      | Aufstiegsrunde zur Regionalliga Süd                                |
| 1996/97 | Regionalliga Süd              | III   | 17.   | 8  | 9  | 17 | 38:68 | 33     | 1.211     |                                                                    |
| 1997/98 | Bayernliga                    | IV    | 2.    | 18 | 11 | 5  | 68:50 | 65     | 0170      | Aufstiegsrunde zur Regionalliga Süd                                |
| 1998/99 | Bayernliga                    | IV    | 2.    | 18 | 9  | 7  | 79:38 | 63     | 0143      | Aufstiegsrunde zur Regionalliga Süd, Mittelfränkischer Pokalsieger |
| 1999/00 | Regionalliga Süd              | III   | 16.   | 8  | 11 | 15 | 40:70 | 35     | 0258      | Abstieg durch Ligareform                                           |
| 2000/01 | Bayernliga                    | IV    | 9.    | 15 | 9  | 14 | 64:54 | 54     | 0160      |                                                                    |
| 2001/02 | Bayernliga                    | IV    | 8.    | 13 | 9  | 14 | 54:47 | 48     |           |                                                                    |
| 2002/03 | Bayernliga                    | IV    | 15.   | 10 | 5  | 19 | 49:67 | 35     |           | Platzierungsspiel um Platz 15, Relegationsrunde zur Bayernliga     |
| 2003/04 | Landesliga Mitte              | V     | 2.    | 20 | 7  | 7  | 73:32 | 67     |           |                                                                    |
| 2004/05 | Landesliga Mitte              | V     | 1.    | 22 | 6  | 6  | 78:39 | 72     |           |                                                                    |
| 2005/06 | Bayernliga                    | IV    | 18.   | 4  | 9  | 21 | 28:79 | 21     |           | Mittelfränkischer Pokalfinalist                                    |
| 2006/07 | Landesliga Mitte              | V     | 17.   | 9  | 9  | 20 | 57:69 | 36     |           |                                                                    |
| 2007/08 | Bezirksoberliga Mittelfranken | VI    | 2.    | 18 | 7  | 7  | 77:34 | 61     |           |                                                                    |
| 2008/09 | Landesliga Mitte              | VI    | 14.   | 9  | 8  | 17 | 45:60 | 35     |           |                                                                    |
| 2009/10 | Landesliga Mitte              | VI    | 17.   | 9  | 7  | 18 | 57:76 | 34     |           |                                                                    |
| 2010/11 | Bezirksoberliga Mittelfranken | VII   | 3.    | 16 | 8  | 6  | 81:43 | 56     |           |                                                                    |
| 2011/12 | Bezirksoberliga Mittelfranken | VII   | 2.    | 17 | 9  | 4  | 71:39 | 60     |           |                                                                    |
| 2012/13 | Landesliga Nordost            | VI    | 4.    | 19 | 8  | 11 | 77:56 | 65     |           |                                                                    |
| 2013/14 | Landesliga Nordost            | VI    | 4.    | 17 | 6  | 11 | 63:54 | 57     |           |                                                                    |
| 2014/15 | Landesliga Nordost            | VI    | 7.    | 15 | 9  | 10 | 69:49 | 54     |           |                                                                    |
| 2015/16 | Landesliga Nordost            | VI    | 3.    | 18 | 5  | 11 | 61:35 | 59     |           |                                                                    |
| 2016/17 | Landesliga Nordost            | VI    | 3.    | 21 | 6  | 7  | 79:49 | 69     |           |                                                                    |
| 2017/18 | Landesliga Nordost            | VI    | 5.    | 16 | 6  | 12 | 66:54 | 54     |           |                                                                    |
| 2018/19 | Landesliga Nordost            | VI    | 7.    | 13 | 10 | 11 | 63:53 | 49     |           |                                                                    |
| 2019/21 | Landesliga Nordost            | VI    | 12.   | 9  | 4  | 12 | 36:47 | 31     |           |                                                                    |
| 2021/22 | Landesliga Nordost            | VI    | 10.   | 15 | 8  | 11 | 64:42 | 53     |           |                                                                    |
| 2022/23 | Landesliga Nordost            | VI    | 7.    | 15 | 6  | 11 | 63:55 | 51     |           |                                                                    |
| 2023/24 | Landesliga Nordost            | VI    | 13.   | 11 | 7  | 16 | 54:71 | 40     |           |                                                                    |
| 2024/25 | Landesliga Nordost            | VI    | 12.   | 10 | 11 | 13 | 48:62 | 41     |           |                                                                    |